# Klaus-Peter Matziol
Klaus-Peter Matziol (* 29. September 1950 in Hannover) ist ein deutscher Bassist und Komponist. Bekannt wurde er insbesondere durch seine Mitgliedschaft bei Eloy.

## Leben und Wirken
Matziol begann als Jugendlicher Gitarre zu spielen. Mit seiner zweiten Band, „The Generals“, trat er bereits im Vorprogramm der Rattles und der Lords auf. 1968 lernte er seinen späteren Eloy-Mitstreiter Jürgen Rosenthal kennen, mit dem er „Morrision Gulf“ gründete. Auf Morrison Gulf folgte „Boorturm“, wo er schließlich auf den E-Bass umstieg und eine erste EP eingespielt wurde.
1976 lernte er dann Frank Bornemann kennen, der auf der Suche nach Musikern für die neue Eloy-Formation war. Matziol blieb zunächst bis 1984 Bassist bei Eloy, ab 1991 kam es zu einer stufenweise Rückkehr. Seit 1994 ist er wieder vollwertiges Bandmitglied und gilt wegen seiner besonderen Spielweise als der Eloy-Bassist schlechthin.
Ein erstes Soloprojekt erschien 1983 („Matze“/„Run for cover“). Nach der Trennung von Eloy im Jahre 1984 folgten weitere Soloprojekte sowie Projekte mit vorwiegend ehemaligen Eloy-Musikern. Seit Anfang der 1990er Jahre arbeitet Matziol hauptberuflich im Tournee-Management, heute als Geschäftsführer der Peter Rieger Konzertagentur GmbH & Co. KG.

## Diskografie
- 1974: Boorturm – Scarborough Fair  EP (Songs: Scarborough Fair, Take Eleven, Sonnenuntergang)
- 1976: Eloy – Dawn
- 1977: Eloy – Ocean
- 1978: Eloy – Live
- 1979: Eloy – Silent Cries and Mighty Echoes
- 1980: Eloy – Colours
- 1980: Jon Symon – Warlock (Teile)
- 1981: Eloy – Planets
- 1982: Eloy – Time to Turn
- 1983: Eloy – Performance
- 1983: Matze – Matze (Solo-Album)
- 1983: KPM – Run for cover (englischsprachige Matze-Version)
- 1984: Eloy – Metromania
- 1984: Eloy – Geheimcode: Wildgänse (Soundtrack von Eloy-Musikern)
- 1985: Mondorhama – Mondorhama
- 1988: Echo Park – Echo Park (Solo-Projekt; Gesang: Michael Flexig)
- 1989: Shade (ex Eloy) – Faust – The rockballet
- 1991: Eloy – Rarities (zwei zuvor unveröffentlichte Stück mit KPM)
- 1992: Eloy – Destination (E-Bass als Gastmusiker auf zwei Stücken)
- 1993: Eloy – Chronicles I
- 1993: Jon Symon – Beachy head (Teile)
- 1994: Eloy – Chronicles II
- 1994: Eloy – The Tides Return Forever (1984) (KPM wieder vollwertiges Bandmitglied)
- 1995: Echo Park – Pretty lies (Solo-Projekt; Gesang: Michael Flexig)
- 1996: Shade – Faust – The rockballet (Wiederveröffentlichung)
- 1997: KPM – Run for cover (Wiederveröffentlichung mit Bonustiteln, auf 350 Exemplare limitiert)
- 1998: Eloy – Ocean 2 – The Answer
- 2009: Eloy – Visionary (Comeback-Album von Eloy)
- 2014: Eloy – Reincarnation on stage (Live-Album, mitgeschnitten während der 2012/2013er Tourneen)
- 2017: Eloy – The Vision, the Sword and the Pyre I
- 2019: Eloy – The Vision, the Sword and the Pyre II